# G'MIC
G'MIC acrònim de (GREYC's Magic for Image Computing) és un entorn de treball de codi obert i lliure amb llicència CeCILL, per al retoc fotogràfic desenvolupat pel laboratori GREYC, adscrit a ENSICAEN i CNRS. Té un llenguatge script que permet macros complexes. Originalment va ser dissenyat per ser utilitzat en línia d'ordres o en scripts, però ara existeix com un extensió a Gimp, Krita, EKD, Flowblade, Photoflow i Veejay, OpenFX, a través de l'extenció G'MIC per OpenFX.